# Karel Destovnik Kajuh
Karel Destovnik-Kajuh [kárel desztóunik-kájuh], valójában csak Karel Destovnik, a Kajuh a partizán mozgalomban használt álneve volt (Šoštanj, 1922. december 19. – Žlebnik, 1944. február 22.) szlovén költő, fordító és nemzeti hős.

## Élete
Kajuh Marija Vasla és Jože Destovnik első gyermekeként jött a világra, nehéz életpályát futott be.  A Kajuh elnevezést arról a vidékről kapta, ahol nagyapja szülői háza található, Skornban Šoštanjnál.
Miután befejezte az általános iskola ötödik osztályát, 1933-ban beiratkozott a celjei gimnáziumba. 1934-ben a SKOJ (SKOJ Jugoszláv Kommunista Ifjúsági Szövetség, szerbhorvátul: Savez komunističke omladine Jugoslavije – SKOJ, a Jugoszláv Kommunista Párt (CPY) politikai ifjúsági szervezete volt) tagja lett. Mivel a hatodik osztályból kizárták „kommunista eszmék terjesztésében való együttműködéséért,” ahogyan azt az indoklásban írták, Kajuh tanulmányait Mariborban folytatta, de erről az időszakról nagyon kevés adat maradt fenn, ezért nem tudni akkor miféle tevékenységet folytatott.
A második világháború idején kezdett el verseket írni. Már gimnáziumi évei alatt felfigyelt erős írói indíttatására. Ezt támasztják alá a hatodikos korában született írásai, mint a Jesen v naravi, Slovenščina v naravi, Naša kri na tujem, stb.  Első versei a Slovenska mladina c. lapban jelentek meg. Nemsokára több szociális, aktuálpolitikai és szerelmi témájú verse is megjelent a háború előtti időszakból: Otrok slovenski, Slutnja, Norec, Pesem delavca o svoji ljubici, Vseh mrtvih dan, Otrokovo pismo jezuščku, Novoletni sonet, Kmečki otrok vprašuje, Moj stric, stb. Kajuh rendszeresen fordított is. A cseh líra képviselői közül fordított Wolkertől, Halastól, Uchvataltól, Olbrachttól és Seiferttől.
1941 januárjában börtönbe zárták és Szerbiába, az Ivanjica táborba küldték, ott maradt egészen február közepéig. Már 1941. április 6-tól, amikor Németország megtámadta Jugoszláviát, Krajuh önkéntesként csatlakotott hazájának védelméhez az akkori jugoszláv királyi hadseregbe. 1941. április 28-án a Gestapo börtönbe zárta. Májusban szabadon engedték, Savinjska dolina-ban bujdokolt, ahol egyébként sok más szlovén irodalmi személyiség is megfordult, mint ellenálló, így Miško Kranjec is, majd 1940 szeptemberében Ljubljanába ment, ahol csatlakozott a NOB-hoz (Narodno Osvobodilni Boj – Nemzeti Felszabadítási Front), melyet a Jugoszláv Kommunista Párt vezetett Titóval az élen. Ez a délszláv népek küzdelmének védjegye a Jugoszlávia területén folyó harcokban, mely egyúttal Szlovéniát is érintette 1941 és 1945 közötti időszakban.
Forradalmi és egyszerű szerelmes versei mellett a szlovén partizán-téma nagyon népszerű volt nála is, amiket Kranjec illetve Preživoh Voranc, vagy a kevésbé ismert Talányi Ferenc (eredetileg magyarországi szlovén volt). Ezekkel igyekezett mozgósítani minden erőt a megszállók elleni küzdelemhez és táplálni a reményt a szabadságban. Kajuh valóban őszintén, szélsőségektől mentesen akarta képviselni a baloldalt és annak hazaszerető arcát. Műveinek első nyomtatott kiadását Mile Klopčič szerkesztői munkássága nyomán adták ki Ljubljanában 1945-ben. Kajuh verses gyűjteményét lefordították horvát nyelvre is, Pjesme palog partizana (szlov.: Pesmi padlega partizana) címmel jelent meg 1950-ben.
Miközben a háború előtti időszakban a fiatalok körében Kajuh példája nem keltett nagy érdeklődést, a szlovén felszabadító harcok idején érettebb írói törekvéseinek óriási visszhangja támadt. Verseiben az emberek szenvedéseiről, fájdalmairól ír.
Ez idő tájt Karel Destovnik Kajuh fontos kapcsolatokat alakított ki, többek között Tone Seliškarral. Később megismerkedett Voranccal, majd Filip Kumbatovič-csal, 1943-ban pedig a költő Matej Borral. Személyes találkozásáról Oton Župančič-csal sajnos nincs tudomása a szlovén irodalomtörténészeknek, arról azonban igen, hogy Kajuh nagy hatást gyakorolt Župančič-ra, mivel műveit Župančič kitörő lelkesedéssel fogadta.
1943 augusztusában Kajuh Ljubljanából a szlovén partizánokhoz ment, ahol kulturális csoportvezető lett. A hadosztálya 1944. január-án Bela Krajinából Horvátországon keresztül Stájerországba ment. Itt kivárták a német offenzívát és a alpesi zord telet. A csoport elvesztette február 21-én és február 22-én a szobrász Belačot és a zeneszerző Svetozar Marolt-Špiket. Éjszaka váratlanul egy német járőr támadt a házra. Kajuhot érte az első lövés, azonnal életét vesztette.
Kajuhot 1953. július 21-én Jugoszlávia nemzeti hősének kiáltották ki.

## Válogatott művei

### Legismertebb versei
- Slovenska pesem
- V Srbijo… v Šlezijo
- Pesem talcev
- Kje si, mati
- Partizanovo slovo
- Jesenska
- Pesem XIV. divizije
- Žalostna
- Samo en cvet
- Naša pesem
- Ne klonimo tovariši
- Borec dekletu
- Dekle v zaporu
- Materi padlega partizana
- Zaplenjeno pismo s fronte

## Fordítás
- Ez a szócikk részben vagy egészben  a   Karel Destovnik Kajuh című szlovén Wikipédia-szócikk fordításán alapul.  Az eredeti cikk szerkesztőit annak laptörténete sorolja fel. Ez a jelzés csupán a megfogalmazás eredetét és a szerzői jogokat jelzi, nem szolgál a cikkben szereplő információk forrásmegjelöléseként.